# وست‌ایر بنین
وست‌ایر بنین (به انگلیسی: Westair Benin) یک شرکت هواپیمایی با کد یاتا WH است که در ۱ نوامبر ۲۰۰۲ میلادی تأسیس شده‌است. دفتر مرکزی وست‌ایر بنین در کوتونو، بنین واقع شده‌است و قطب این شرکت هواپیمایی در فرودگاه کژیون قرار دارد و به ۱۱ مقصد، پرواز انجام می‌دهد.